# ولادیمیر کاماروف
ولادیمیر میخائیلوویچ کاماروف (به روسی: Влади́мир Миха́йлович Комаро́в) ‏(زاده ۱۶ مارس ۱۹۲۷ - درگذشته ۲۴ آوریل ۱۹۶۷) فضانورد اهل روسیه بود.

## زندگی
پدرش کارگری بود که شغل‌های متعدد و دستمزد بسیار کمی داشت. در سال ۱۹۳۵ تحصیلات رسمی خود را در مدرسه‌ای محلی شروع کرد. در طی سالهای مدرسه او نشان داد که در ریاضیات استعداد دارد. در سال ۱۹۴۱ تحصیلات خود را به دلیل جنگ جهانی و حمله نازیها نیمه کاره رها کرد و پس از جنگ درس نیمه کاره خود را دوباره پی گرفت.

## فعالیت‌ها

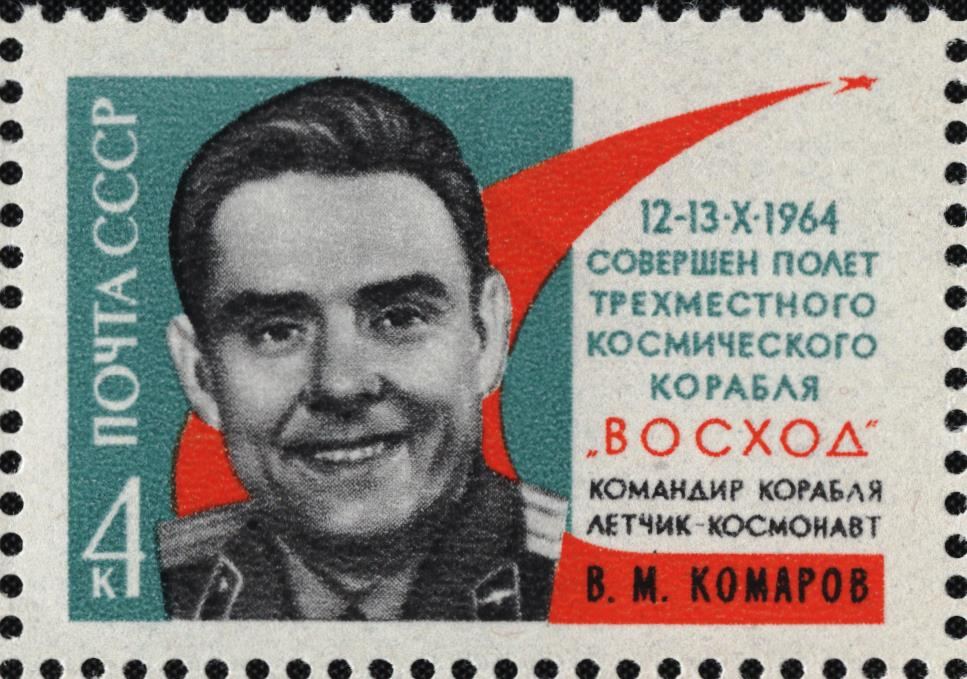
تمبر یادبود

او فضانورد و مهندس بود و از اولین کسانی که برای پروازهای فضایی در سال ۱۹۶۰ انتخاب شدند. با این که او یکی از با تجربه‌ترین و واجد شرایط‌ترین افراد انتخاب شده بود، اما به لحاظ پزشکی برای پروازهای فضایی نامناسب اعلام شد. پشتکار و مهارت فنی او باعث شد که به عنوان یک مهندس اجازه فعالیت دریافت کند. او به طراحی فضاپیماها، آموزش وارزیابی فضانوردان ادامه داد تا سرانجام برای فرماندهی پروژه فضایی وسخود-۱ انتخاب شد. پس از آن فرماندهی سایوز-۱ را به عهده گرفت. پروازی که نخستین پرواز او را به پرواز مرگ تبدیل کرد. او نخستین کسی بود که در سفرهای فضایی جان باخت. وی هنگام بازگشت از مأموریت با سقوط کپسول سایوز-۱ کشته شد.